# Götzis
Götzis (in alemanno Getzis) è un comune austriaco di 11 287 abitanti nel distretto di Feldkirch, nel Vorarlberg; ha lo status di comune mercato (Marktgemeinde). È stato istituito il 1º gennaio 1801 per scorporo dal comune di Altach.
La cittadina è nota per il meeting internazionale annuale di prove multiple Hypomeeting; ha inoltre ospitato le gare femminili dei Campionati europei di lotta 1999.